# Мозжинский овраг
Мозжинский овраг — памятник природы регионального (областного) значения Московской области, который включает ценные в экологическом и научном отношении природные комплексы, нуждающиеся в особой охране для сохранения его естественного состояния:
- уникальную эрозионную форму рельефа — один из крупнейших в бассейне верхней реки Москвы овраг;
- места произрастания и обитания редких видов растений и животных, занесенных в Красную Книгу Московской области.

Памятник природы основан в 1989 году. Местонахождение: Московская область, Одинцовский городской округ, сельское поселение Ершовское, к западу от посёлка Мозжинка; город Звенигород к юго-востоку от автодороги Московское малое кольцо (А-107). Площадь памятника природы составляет 40,04 га.

## Описание
В состав памятника природы входят участки водноледниковой равнины и долины реки Москвы, включающей террасы москворецкого долинного зандра, террасный склон и москворецкие поймы. На территории памятника природы имеется одна из крупнейших в бассейне верхней реки Москвы эрозионная форма — Мозжинский овраг.
Дочетвертичные отложения представлены юрскими глинами, подстилаемыми известняками карбона. Выходы глин на поверхность имеются в приустьевой части Мозжинского оврага. Четвертичные отложения представлены водноледниковыми и древнеаллювиальными песками, супесями, суглинками. К современным отложениям относятся аллювий пойм, пролювий конуса выноса, коллювий обвально-осыпных тел.
Памятник природы расположен на абсолютных высотах от 133 м (отметка среднемноголетнего меженного уреза воды реки Москвы) до 184 м на равнине на северной оконечности памятника природы. Поверхность памятника природы имеет общий уклон с севера на юг в направлении к реке Москве. В общем направлении к руслу реки Москвы водноледниковая равнина сменяется террасой долинного зандра, переходящей в крутой террасный склон. Вторая и первая надпойменные террасы представлены фрагментами в западной части террасного склона.
Южную часть памятника природы занимает террасный склон, крутой (до 45°—60° крутизны) в восточной части у Мозжинского оврага и более пологий (15°—30°), осложненный небольшими эрозионными формами, в западной части. Верхняя бровка образована уступом террасы долинного зандра и возвышается над руслом более чем на 30 м. Ниже подошвы крутого склона в этой части территории памятника природы расположены низкие и ленточные подсклоновые поймы реки Москвы. На высоте 10—12 м над поверхностью поймы на наиболее крутых участках склона встречаются осыпные стенки высотой до 1,5 м, нависающие над ними обрывы, обвально-осыпные тела, лежащие ниже по склону.
Мозжинский овраг начинается несколько севернее границы памятника природы и пересекает его с севера на юг вдоль северо-восточной границы. Длина оврага в границах памятника природы составляет 1,27 км. Овраг извилистый, имеет несколько коротких отрогов. В северной части памятника природы врез оврага составляет 4—6 м, вблизи устья — превышает 30 м, крутизна бортов местами достигает 45°. В приустьевой части имеются обвально-осыпные и оползневые тела. Овраг формирует конус выноса, наложенный на пойму.
По днищу Мозжинского оврага протекает ручей Мозжинка, имеющий характер постоянного водотока только в приустьевой части оврага. Перед выходом на конус выноса ручей имеет ширину 1—1,5 м и глубину до 0,5 м. На конусе выноса русло ручья дробится на рукава. У подножья террасного склона в Мозжинском овраге имеются места выхода грунтовых вод.
Почвенный покров памятника природы включает: дерново-подзолы, дерново-подзолистые почвы, локально — гумусово-глеевые и перегнойно-глеевые почвы, а также аллювиальные светлогумусовые почвы на пойме.

### Флора и растительность
Растительные сообщества памятника природы имеют сложную структуру, а их видовой состав достаточно разнообразен. В составе флоры насчитывается свыше 180 видов сосудистых растений. Растительность памятника природы представлена еловыми и сосново-еловыми лесами на пологонаклонных поверхностях водноледниковой равнины; широколиственными и смешанными лесами на пологонаклонных террасных поверхностях и в Мозжинском овраге: сосновыми, дубовыми, елово-дубовыми, сосново-дубовыми, осиново-березово-дубовыми, дубово-липовыми, осиново-березово-елово-дубовыми и осиново-березово-липово-дубовыми, на крутом террасном склоне — сосновыми лесами, по днищу Мозжинского оврага, его конусу выноса и местам сочений — черемухово-сероольховыми лесами, а также лугами различных типов на разреженных участках лесов и пойме реки Москвы
На водноледниковой равнине, в том числе в верховьях Мозжинского оврага, преобладают еловые сомкнутые леса кислично-зеленомошные с участками мертвопокровных. В травяном покрове, кроме кислицы обыкновенной присутствуют виды дубравного широкотравья, борец северный, или высокий, воронец колосистый и папоротники.
По понижениям и пологим склонам водноледниковой равнины есть участки старых ельников лещиновых папоротниково-широкотравно-кисличных с пролесником многолетним, живучкой ползучей, вороньим глазом четырёхлистным, копытнем европейским, фиалкой удивительной, медуницей темной и адоксой мускусной. Ельники перемежаются с сосново-еловыми лесами папоротниково-кислично-широкотравными с высоким обилием зеленчука. Диаметр стволов ели достигает местами 70 см. Подлесок сосново-еловых лесов образован рябиной обыкновенной, черемухой обыкновенной, бузиной красной и малиной. Здесь довольно много лугово-лесных злаков и сорнолесных нитрофилов — чистотела большого, лопуха паутинистого, крапивы двудомной, яснотки крапчатой, бородавника обыкновенного и купыря лесного.
На относительно пологих частях зандровой террасы и примыкающей водноледниковой равнины по правому борту Мозжинского оврага встречаются елово-дубовые леса с липой бересклетово-лещиновые широкотравные с осоками волосистой и пальчатой, копытнем европейским, зеленчуком жёлтым и эфемероидами. Здесь встречается шалфей клейкий — вид, занесенный в Красную книгу Московской области.
В южной части памятника природы на самых крутых и сухих, хорошо прогреваемых участках склонов в сосняках злаково-разнотравных без подлеска произрастают бедренец камнеломковый, полыни горькая и равнинная, пупавка красильная, василек скабиозовый, жабрица порезниковая, очитки, фиалка опушённая, ястребинки волосистая и зонтичная, смолка обыкновенная, душица обыкновенная, астрагал сладколистный. Встречаются также луговые и сорнолуговые виды разнотравья и злаков, в том числе: полевица тонкая, или волосовидная, овсяница овечья, земляника зелёная, клевер горный и колокольчик рапунцелевидный. На почве развиты листоватые лишайники и зелёные мхи.
На менее крутых участках террасного склона фрагментарно встречаются среднесомкнутые елово-дубовые, дубовые с участием сосны и ели, осиново-березово-дубовые леса лещиновые снытево-волосистоосоковые. Диаметр стволов дуба достигает 60—70 см. В них преобладают виды дубравного широкотравья, местами встречается шалфей клейкий. Среднесомкнутые леса чередуются с участками разреженных дубовых или сосново-дубовых злаково-разнотравных лесов. Многовидовой травяной ярус представлен сочетанием луговых, лесных и лугово-лесных видов разнотравья, злаков, бобовых и осок. Наиболее часто на открытых участках встречаются: мятлики узколистный и дубравный, коротконожка перистая, перловник поникающий, ежа сборная, вейник тростниковидный, полевица тонкая, или волосовидная, осоки ранняя, колючковатая и корневищная, купена душистая, смолка обыкновенная, земляника зелёная, или полуница, репешок обыкновенный, астрагал сладколистный, клевер средний и горный, чина лесная, фиалка опушенная, первоцвет весенний, ластовень лекарственный, душица обыкновенная, вероника широколистная, колокольчики рапунцелевидный и персиколистный, девясил иволистный и эфемероиды. Участки террасного склона, лишенные древостоя, покрыты мятликово-разнотравными лугами. В целом здесь преобладают сухолюбивые виды легких почв. Здесь доминируют мятлик узколистный, виды бобовых, жабрица порезниковая, очиток едкий, полынь равнинная, встречаются истод хохлатый, смолевка поникшая, земляника зелёная, крупные куртины осоки колючковатой, клевер горный, василек скабиозовый и колокольчик рапунцелевидный. На осветленных сухих участках обильны луговые и лугово-лесные виды растений: первоцвет весенний, колокольчик рапунцелевидный, земляника зелёная, мятлик узколистный, душица обыкновенная, подмаренники мягкий и северный, фиалка опушённая.
В нижних сухих частях террасного склона (первая надпойменная терраса) представлены разнотравно-кострецовые луга с кострецом безостым, мятликом узколистным, щавелем пирамидальным, жабрицей порезниковой, геранью луговой, васильком скабиозовым, свербигой восточной, земляникой зелёной, колокольчиком рапунцелевидным и другими луговыми видами.
В верхней и средней частях Мозжинского оврага борта заняты, в основном, дубово-липовыми лесами с участием ели кустарниковыми широкотравными. В древостое, кроме дуба черешчатого, ели обыкновенной и липы сердцелистной, участвуют клен остролистный и черёмуха обыкновенная. Дубы имеют диаметр стволов до 70—80 см. В подросте преобладают липа и клён. Кроме видов дубравного широкотравья обильны эфемероиды: хохлатка плотная, ветреница лютиковидная, ветреница дубравная — вид, занесенный в Красную книгу Московской области. Из таёжных видов отмечены кислица, майник, щитовник мужской и голокучник Линнея. В нижних, а местами и в средних, участках бортов оврага на всём его протяжении обильны: хвощ зимующий, пролесник многолетний, колокольчики крапиволистный и широколистный.
В приустьевой части Мозжинского оврага и на его конусе выноса развиты черемухово-сероольховые леса и сероольшаники крапивно-снытевые с отдельными старыми клёнами и вязами. В них обычны черёмуха обыкновенная, ива ломкая, или ракита, хмель вьющийся, ежевика, смородина чёрная. Травяный ярус представлен крапивой двудомной, мягковолосником обыкновенным, снытью обыкновенной, купырем лесным, ясноткой крапчатой, чистотелом большим, бутенем душистым, колокольчиком крапиволистным, таволгой вязолистной, хохлаткой плотной, чистяком весенним.
Самая нижняя часть конуса выноса Мозжинского оврага вдоль русла реки Москвы, занята влажнотравно-хвощовыми сероольшаниками со сплошными зарослями хвоща зимующего. Здесь много влаголюбивых зелёных мхов, растут бодяк овощной, вербейник обыкновенный, яснотка крапчатая, хмель вьющийся, уязвимый в Московской области гулявник прямой.
В балках на весьма богатых почво-грунтах произрастают осиново-березово-елово-дубовые и осиново-березово-липово-дубовые леса лещиновые злаково-широкотравные. В древостое участвуют клён остролистный, вяз гладкий и черёмуха обыкновенная. В подлеске преобладает лещина обыкновенная. В травяном ярусе произрастают лесные злаки, виды широкотравья, обильны эфемероиды: гусиный лук малый, ветреница дубравная, ветреница лютиковидная, хохлатка плотная.
По днищам балок развиты сорнотравно-широкотравные сероольшаники, где произрастают ольха серая, вяз гладкий, дуб, ель, черёмуха, бузина красная и жимолость обыкновенная. В травяном ярусе этих сероольшаников доминируют сорно-лесные, овражно-балочные растения: чистотел большой, яснотка крапчатая, купырь лесной, гравилат речной, чистец лесной, встречаются виды широкотравья, а также колокольчик широколистный и эфемероиды.
В местах сочения грунтовых вод в устье Мозжинского оврага произрастает ивняк с ольхой серой и черемухой крапивно-таволговый с хмелем вьющимся, чистяком весенним, недотрогой обыкновенной, бутенем Прескотта, подмаренником приречным, чесночницей черешчатой, мягковолосником обыкновенным, сердечником недотрогой, камышом лесным, вехом ядовитым, пасленом сладко-горьким, селезёночником очереднолистным.
На подсклоновой пойме растут отдельные древовидные и кустарниковые ивы, ольха серая, двукисточник тростниковидный, манник большой, таволга вязолистная, купырь лесной, хвощ речной, василисник простой, недотроги обыкновенная и железистая, крестовник приречный и гулявник прямой.
К видам растений памятника природы, нуждающимся на его территории в особой охране, относятся виды, занесенные в Красную книгу Московской области: шалфей клейкий и ветреница дубравная, а также иные редкие и уязвимые виды: гулявник прямой, колокольчик персиколистный, колокольчик крапиволистный и колокольчик широколистный.

### Фауна
Животный мир памятника природы отличается высоким разнообразием. Отмечено обитание 80 видов наземных позвоночных животных, относящихся к 16 отрядам 4 классов, в том числе 4 вида амфибий, 1 вид рептилий, 62 вида птиц и 13 видов млекопитающих.
Основу фаунистического комплекса наземных позвоночных животных составляют виды, характерные для хвойных и широколиственных лесов Нечернозёмного центра России. Преобладают виды, экологически связанные с древесно-кустарниковой растительностью (около 50 процентов). Довольно высока доля обитателей лугово-полевых местообитаний (около 25 процентов), и видов, связанных с водоёмами и водно-болотными угодьями (около 15 процентов). Последнее обусловлено обилием водотоков и, в целом, близостью к руслу реки Москвы. Синантропные виды составляют менее 10 процентов от фауны наземных позвоночных.
В границах памятника природы можно выделить четыре основных зоокомплекса наземных позвоночных: зоокомплекс хвойных лесов (еловых, сосновых и хвойных лесов с участием мелколиственных пород); зоокомплекс лиственных лесов (широколиственные и мелколиственные леса, местами с участием хвойных пород); зоокомплекс увлажненных местообитаний (прибрежные заросли вдоль русла реки Москвы, Мозжинский овраг с ручьем Мозжинка, подсклоновые сочения); зоокомплекс открытых местообитаний (луга, лесные опушки).
Зоокомплекс хвойных лесов включает следующие виды: обыкновенная бурозубка, горностай, обыкновенная белка; желна, пёстрый дятел, пеночка-весничка, пеночка-теньковка, рябинник, певчий дрозд, буроголовая гаичка, зяблик, обыкновенный снегирь. Из земноводных встречаются травяная лягушка и серая жаба.
Территориальная группировка видов, характерных для зоокомплекса широколиственных и смешанных лесов, включает такие виды, как европейский крот, обыкновенная бурозубка, обыкновенная лисица, обыкновенная белка, малая лесная мышь. Основу птичьего населения составляют выходцы из европейских широколиственных лесов — сойка, черноголовая славка, пеночка-трещотка, зарянка, чёрный дрозд, певчий дрозд, обыкновенная лазоревка, большая синица, обыкновенный поползень, зяблик и др.; достаточно многочисленна мухоловка-пеструшка; также отмечены серая неясыть и зелёный дятел — вид, занесенный в Красную книгу Московской области. Представлены широко распространенные виды: обыкновенная кукушка, пёстрый дятел, желтоголовый королёк. Из земноводных встречаются травяная лягушка и серая жаба. Участки Мозжинского оврага, на которых произрастают широколиственные породы деревьев, являются местом обитания редкого насекомого, занесенного в Красную книгу Московской области — цикады горной.
Животный мир открытых местообитаний существенно отличается от такового в лесной его части, но многие из перечисленных выше видов животных используют совместно открытые биотопы и лесные участки, включая заросли кустарников и пойменные леса вблизи русла реки Москвы на пойме и конусе выноса Мозжинского оврага. Из млекопитающих здесь встречаются: европейский крот, обыкновенная полевка, заяц-русак, чёрный хорь и обыкновенная лисица. Характерными обитателями лугов и кустарников являются: коростель, чибис, чёрный стриж, полевой жаворонок, луговой конёк, белая трясогузка, обыкновенный жулан, серая славка, обыкновенная овсянка. На лугах охотятся хищные птицы: обыкновенный канюк, пустельга и дербник. Пустельга является уязвимым видом в Московской области, а дербник занесен в Красную книгу Московской области. Многочисленны живородящие ящерицы, встречаются травяные лягушки. На лугах отмечены редкие перепончатокрылые: цератина синяя и шмель Семёнова-Тян-Шанского — виды, занесенные в Красную книгу Московской области.
Особую природоохранную ценность среди представителей зоокомплекса открытых местообитаний представляет группа видов береговых обрывов — осыпных стенок. На крутых осыпных склонах террас реки Москвы отмечено присутствие обыкновенного зимородка — вида птиц, занесенного в Красную книгу Московской области, возможно его гнездование. Здесь расположено уникальное для Московской области скопление колоний редких видов перепончатокрылых: галикта четырёхполосого, представителей родов Коллет и Андрена. В колониях одиночных пчёл обитают жужжало малое и жужжало разноцветное. Данные виды и роды занесены в Красную книгу Московской области. Здесь же встречена уязвимая пчела — осмия рыжая.
Зооформация увлажненных местообитаний играет важную роль в поддержании биоразнообразия территории. Характерными обитателями увлажненных местообитаний являются такие виды как: речной сверчок, садовая камышовка, длиннохвостая синица, большая синица, обыкновенная чечевица. Чаще, чем в других местообитаниях, здесь встречается озёрные и травяные лягушки. Река Москва служит местом размножения упомянутых видов лягушек и серых жаб. Непосредственно вдоль русла реки Москвы держатся водяная полёвка и интродуцированный вид — ондатра. Обычны здесь и многие мелкие куньи: горностай, ласка, интродуцированный вид — американская норка.

## Объекты особой охраны памятника природы
Охраняемые экосистемы: природные комплексы уникальной эрозионной формы рельефа — Мозжинского оврага, одного из крупнейших в бассейне верхней реки Москвы; леса еловые кислично-зеленомошные, сосново-еловые широкотравные, сосновые злаково-разнотравные, елово-дубовые и дубовые с участием сосны и ели, елово-дубовые с липой бересклетово-лещиновые широкотравные, дубово-липовые с участием ели кустарниковые широкотравные, осиново-березово-елово-дубовые и осиново-березово-липово-дубовые с лещиной.
Охраняемые в Московской области, а также иные редкие и уязвимые виды растений и их местообитания:
- виды, занесенные в Красную книгу Московской области: шалфей клейкий и ветреница дубравная;
- виды, являющиеся редкими и уязвимыми таксонами, не внесенными в Красную книгу Московской области, но нуждающимися на территории области в постоянном контроле и наблюдении: гулявник прямой, колокольчики персиколистный, крапиволистный и широколистный.

Охраняемые в Московской области и иные редкие и уязвимые виды животных и их местообитания:
- виды, занесенные в Красную книгу Московской области: дербник, зелёный дятел, обыкновенный зимородок, цикада горная, представители рода Колет, представители рода Андрена, галикт четырёхполосый, цератина синяя, шмель Семёнова-Тян-Шанского, жужжало малое, жужжало разноцветное;
- виды, являющиеся редкими и уязвимыми таксонами, не внесенными в Красную книгу Московской области, но нуждающимися на территории Московской области в постоянном контроле и наблюдении: пустельга, перепел, речная крачка, луговой конек и осмия рыжая.